# Celo & Abdi
Celo & Abdi est un duo de rap allemand formé en 2008 et basé à Francfort-sur-le-Main. Il est composé de Celo, de son vrai nom Erol Huseinćehajić, un Allemand d'origine bosniaque, et Abdi, de son vrai nom Abderrahim el Ommali, un Allemand d'origine marocaine. Les deux sont nés respectivement le 15 janvier 1982 et le 7 août 1987 à Francfort-sur-le-Main. Ils se rencontrent en 2008 dans un centre d'appel où ils travaillent tous les deux et deviennent amis avec une même passion pour le rap : Abdi ayant commencé à rapper avant Celo même si le deuxième est plus vieux que le premier. Leur première mixtape gratuite Mietwagentape sortie en 2011 leur ouvre la porte du label Azzlackz du rappeur Haftbefehl mais ils fonderont aussi leur propre label 385idéal sur lequel on retrouve par exemple Olexesh, découvert par Celo,,.

## Discographie

### Albums
- 2012 : Hinterhofjargon
- 2014 : Akupunktur
- 2015 : Bonchance
- 2017 : Diaspora

### EPs
- 2017 : Tandem

### Mixtapes
- 2011 : Mietwagentape
- 2014 : Frees Tape